# Guido Pieters
Guido Pieters (Maastricht, 1948) is een Nederlands regisseur van speelfilms en televisiedrama.
Hij studeerde in 1970 af aan de Nederlandse Filmacademie, en is sinds ca. 2000 hoofdzakelijk in de Duitse tv-wereld actief. Voor Het woeden der gehele wereld kreeg hij in 2006 de Gouden Ui voor slechtste regisseur toegekend.

## Nederlandstalige producties
- Allerzielen (1970)
- Carnaval (1970)
- Vaarwel, een sprookje (1973)
- De smalle oude man (1975)
- Doctor Vlimmen (1978)
- Kort Amerikaans (1979)
- Te gek om los te lopen (1981)
- Ciske de Rat (1984)
- Op hoop van zegen (1986)
- We are the Champions (1990)
- Medisch Centrum West (1991)
- Baantjer (1995)
- De Zwarte Meteoor (2000)
- Het woeden der gehele wereld (2006)